# Leptogaster albitarsis
Leptogaster albitarsis är en tvåvingeart som först beskrevs av Macquart 1846.  Leptogaster albitarsis ingår i släktet Leptogaster och familjen rovflugor. Inga underarter finns listade i Catalogue of Life.